# Santa Bárbara, Chiapas
Santa Bárbara är en ort i Mexiko.   Den ligger i kommunen Yajalón och delstaten Chiapas, i den sydöstra delen av landet, 800 km öster om huvudstaden Mexico City. Santa Bárbara ligger 1 174 meter över havet och antalet invånare är 168.
Terrängen runt Santa Bárbara är kuperad åt nordväst, men åt sydost är den bergig. Runt Santa Bárbara är det ganska tätbefolkat, med 56 invånare per kvadratkilometer. Närmaste större samhälle är Yajalón, 8,4 km sydväst om Santa Bárbara. I omgivningarna runt Santa Bárbara växer i huvudsak städsegrön lövskog.